# Hunsrück (Steinau)
Hunsrück ist eine Gehöftgruppe in der Gemarkung von Steinau an der Straße, im Main-Kinzig-Kreis in Hessen.

## Geografische Lage
Hunsrück liegt auf einer Höhe von 185 m über NN, etwa 1,5 km nordwestlich des Ortszentrums von Steinau an der Straße.

## Geschichte
Der Ort wird 1144 als villa, 1665 als Dorf bezeichnet. Er gehörte zum Amt Steinau der Herrschaft und späteren Grafschaft Hanau, ab 1458: Grafschaft Hanau-Münzenberg. Kirchlich gehörte Hunsrück zur Pfarrei Steinau.
1426 erwarb Hanau die Güter derer von Hutten in dem Dorf, 1577 die der Familie Hoelin. Den örtlichen Gutshof vergaben die von Hanau als Lehen 1581–1611 an die von Welsberg, 1665–1686 an Joachim de Palis und 1687–1738 an die Spener von Hanau.
Nach dem Tod des letzten Hanauer Grafen, Johann Reinhard III., 1736 fiel das Dorf – zusammen mit der ganzen Grafschaft Hanau-Münzenberg – an die Landgrafschaft Hessen-Kassel aus der 1803 das Kurfürstentum Hessen wurde. Während der napoleonischen Zeit stand Hunsrück ab 1806 unter französischer Militärverwaltung, gehörte 1807–1810 zum Fürstentum Hanau und dann von 1810 bis 1813 zum Großherzogtum Frankfurt, Departement Hanau. Anschließend fiel es wieder an das Kurfürstentum Hessen zurück. Nach der Verwaltungsreform des Kurfürstentums Hessen von 1821, durch die Kurhessen in vier Provinzen und 22 Kreise eingeteilt wurde, gehörte es zum Landkreis Schlüchtern. 1866 wurde das Kurfürstentum nach dem Deutsch-Österreichischen Krieg von Preußen annektiert und Hunsrück ist nach dem Zweiten Weltkrieg Bestandteil Hessens geworden.

## Historische Namensformen
Historische Namensformen waren:
- Hundisrucgi (1144)
- Hondisrucke (1358)
- Hunsruck (1400)

## Einwohnerentwicklung
- 1587: 13 Schützen, 19 Spießer
- 1632: 30 Dienstpflichtige
- 1643: 5 Mann
- 1895: 26 Einwohner